# Mount Sterling (Kentucky)
Mount Sterling é uma cidade localizada no estado americano de Kentucky, no Condado de Montgomery.

## Demografia
Segundo o censo americano de 2000, a sua população era de 5876 habitantes.
Em 2006, foi estimada uma população de 6499, um aumento de 623 (10.6%).

## Geografia
De acordo com o United States Census Bureau tem uma área de
8,9 km², dos quais 8,9 km² cobertos por terra e 0,0 km² cobertos por água. Mount Sterling localiza-se a aproximadamente 318 m acima do nível do mar.

## Localidades na vizinhança
O diagrama seguinte representa as localidades num raio de 20 km ao redor de Mount Sterling.